# Philocheras
Philocheras is een geslacht van kreeftachtigen uit de klasse van de Malacostraca (hogere kreeftachtigen).

## Soorten
- Philocheras acutirostratus (Yaldwyn, 1960)
- Philocheras aglyptus (Crosnier, 1971)
- Philocheras angustirostris (de Man, 1918)
- Philocheras anthonyi Taylor, 2010
- Philocheras australis (Thomson, 1879)
- Philocheras bidens (Holthuis, 1951)
- Philocheras bidentatus (De Haan, 1844 [in De Haan, 1833-1850])
- Philocheras breviflagella Komai, 2001
- Philocheras brucei Komai, 2004
- Philocheras candidus (Kemp, 1916)
- Philocheras carinicauda (Stimpson, 1860)
- Philocheras chiltoni (Kemp, 1911)
- Philocheras coralliophila Komai & J.N. Kim, 2010
- Philocheras dimorphus (Fujino & Miyake, 1971)
- Philocheras echinulatus (M. Sars, 1862)
- Philocheras fasciatus (Risso, 1816)
- Philocheras flindersi (Fulton & Grant, 1902)
- Philocheras fujinoi J.N. Kim & Hayashi, 2000
- Philocheras gaillardi (Crosnier, 1971)
- Philocheras gemmaceus J.N. Kim & Hayashi, 2000
- Philocheras gorei (Dardeau, 1980)
- Philocheras hamiltoni (Yaldwyn, 1971)
- Philocheras hendersoni (Kemp, 1915)
- Philocheras incisus (Kemp, 1916)
- Philocheras intermedius (Spence Bate, 1863)
- Philocheras japonicus (Doflein, 1902)
- Philocheras kempii (de Man, 1918)
- Philocheras lapillus Wicksten, 1989
- Philocheras lowisi (Kemp, 1916)
- Philocheras magnioculus Komai & Chan, 2007
- Philocheras megalocheir Stebbing, 1915
- Philocheras modestus (de Man, 1918)
- Philocheras monacanthus (Holthuis, 1961)
- Philocheras nikiforovi (Burukovsky, 1990)
- Philocheras obliquus (Fulton & Grant, 1902)
- Philocheras opici (Crosnier, 1971)
- Philocheras parasculptus Burukovsky, 1991
- Philocheras parvirostris (Kemp, 1916)
- Philocheras pilosoides (Stephensen, 1927)
- Philocheras pilosus (Kemp, 1916)
- Philocheras planoculminus Bruce, 1994
- Philocheras plebs (Kemp, 1916)
- Philocheras prionolepis (Holthuis, 1952)
- Philocheras quadrispinosus (Yaldwyn, 1971)
- Philocheras sabsechota (Kemp, 1911)
- Philocheras sculptus (Bell, 1847 [in Bell, 1844-1853])
- Philocheras triangulus Komai, 2006
- Philocheras trispinosus (Hailstone in Hailstone & Westwood, 1835)
- Philocheras vanderbilti (Boone, 1935)
- Philocheras vestigialis (Fujino & Miyake, 1971)
- Philocheras victoriensis (Fulton & Grant, 1902)
- Philocheras wilkinsae De Grave, 2000
- Philocheras wolffi (Holthuis, 1951)
- Philocheras yaldwyni (Zarenkov, 1968)